# Dicranota (Rhaphidolabis) furcistyla
Dicranota (Rhaphidolabis) furcistyla is een tweevleugelige uit de familie Pediciidae. De soort komt voor in het Oriëntaals gebied.